# Querétaro Fútbol Club 2014-2015

## Rosa 2014-2015
| N. |                        | Ruolo | Calciatore            |
| -- | ---------------------- | ----- | --------------------- |
| 1  | Messico (bandiera)     | P     | Víctor Hugo Hernández |
| 2  | Messico (bandiera)     | D     | George Corral         |
| 3  | Argentina (bandiera)   | D     | Miguel Ángel Martínez |
| 4  | Messico (bandiera)     | D     | Dionicio Escalante    |
| 5  | Messico (bandiera)     | D     | Yasser Corona         |
| 6  | Messico (bandiera)     | D     | Ricardo Osorio        |
| 7  | Brasile (bandiera)     | A     | Camilo Sanvezzo       |
| 8  | Brasile (bandiera)     | C     | Danilinho             |
| 9  | Brasile (bandiera)     | A     | Ricardo Jesus         |
| 10 | Messico (bandiera)     | C     | Sinha                 |
| 11 | Brasile (bandiera)     | C     | William               |
| 12 | Stati Uniti (bandiera) | D     | Jonathan Bornstein    |
| 13 | Messico (bandiera)     | A     | Kalu Gastélum         |

| N. |                      | Ruolo | Calciatore            |
| -- | -------------------- | ----- | --------------------- |
| 14 | Messico (bandiera)   | D     | Raúl Rico             |
| 15 | Messico (bandiera)   | A     | Ángel Sepúlveda       |
| 17 | Messico (bandiera)   | C     | Mario Osuna           |
| 18 | Messico (bandiera)   | C     | Sergio Santana        |
| 19 | Messico (bandiera)   | C     | Amaury Escoto         |
| 21 | Messico (bandiera)   | A     | Marco Antonio Jiménez |
| 22 | Messico (bandiera)   | P     | Luis Manuel García    |
| 23 | Messico (bandiera)   | D     | Édgar Hernández       |
| 23 | Messico (bandiera)   | A     | Alberto Jorge García  |
| 24 | Messico (bandiera)   | C     | Emilio López          |
| 27 | Messico (bandiera)   | A     | Othoniel Arce         |
| 30 | Messico (bandiera)   | C     | Arturo Echevarria     |
| 49 | Brasile (bandiera)   | A     | Ronaldinho            |
|    | Argentina (bandiera) | D     | Juan Forlín           |